# 2S35自走炮
 2S35「聯盟-SV」自走炮（俄語：2С35 Коалиция-СВ；俄語羅馬化：2S35 Koalitsiya-SV）是一款俄羅斯的新型自走炮，首次公開亮相是於2015年莫斯科勝利日閱兵的預演中。2S35將會取代目前服役於俄罗斯陆军的MSTA自走炮。

## 發展
2S35自走炮原先是MSTA的一種衍生型號，因此同樣使用了MSTA的底盤，並有著經過修改的炮塔，其上裝載著一門自動裝填的152毫米榴彈炮。然而，這種衍生型的開發計劃於2010年被廢棄。2014年11月，俄軍展開對2S35的實地測試。量產作業計划於2016年展開。

## 設計
2S35被設計成一款高度自動化的自走炮，並可大幅減低操作人力。2S35采用了先进的无人战斗室设计，全车从前到后分为驾驶舱、战斗室和动力舱。全炮仅需要的三名乘员均集中在驾驶舱内，从左到右分别为车长、驾驶员和炮长，驾驶舱进行了整体防护和三防设计。战斗室安装有全套火炮、炮闩和自动装弹设备，火炮的装填、开闩和复装等，全部由电液机械设备自动完成，极大地提高了火炮的战斗射速，其自动化性能在各主要军事强国装备的大口径自行火炮中是最强的。

### 武裝
最初的資料報告顯示2S35的主要武裝為一門2A88 152毫米榴彈炮；當使用精準導引彈藥時，其最大射程可達70公里。發射速率為每分鐘約16發，最快可達20發。由於以機械裝置取代了人力裝填，2S35的射速比起過去的自走炮提昇了許多。2S35將會配備一款模組化彈藥推進系統，以便依情況更換推進裝藥。
2S35的次要武裝為一挺12.7毫米Kord遙控重機槍。

### 統一指揮和戰場管理
2S35裝有一套信息化炮兵統一指揮與戰場管理系統，配备火控计算机、炮口测速雷达、药温测量装置、自动测地和定位模块、战术通讯系统和显示系统。火炮可做到利用定位模块在占领炮兵阵地后迅速完成测地调平，使用战术通讯系统接收营射击指挥所传输来的火控信息，所有戰場上的即時動態都可以透過這套系統顯示在车长和炮长面前的显示屏上。车长和炮长可根据相应的战术信息进行调炮或直接实施一键调炮，由火控计算机自动给火炮高低机、方向机装定诸元。火炮在发射前可根据大气数据计算机和药温传感器，根据射表进行自动纠正，依照任務需求自動選擇適當的彈藥種類，发射后可根据炮口测速雷达等进行二次修正，从而最大限度地确保火炮的打击精度。

### 機動性
除了在2015年莫斯科勝利日閱兵中出現的2S35是使用僅有6個負重輪的T-90主戰坦克底盤外，2S35未來的量產型及其他衍生型號都將會與T-14主戰坦克及T-15步兵戰車同樣使用阿玛塔重型履带通用平台。

## 缺點
2s35採用了全新的模組化弹药体系、火炮结构（炮闸结构、装弹结构），導致與任何一种老式火炮，包括2S43和2S19M2，全部无法兼容，发射不了大部分老式弹药，只有俄联邦时代为2S19M全新研发的红土地-M2和红土地-D能够兼容，老式火炮也无法发射2S35全新模組化弹药体系下的炮弹。如果要全面換裝2S35，俄軍需要另外一套弹药体系、生产线事專門生產新標準弹药。